# Albert Struik
Albert Samuel Abraham Struik (Deventer, 23 maart 1926 – Amsterdam, 5 juli 2006) was een Nederlandse boekverzamelaar.
Struik studeerde economie in Amsterdam. Via steenkool en stookolie bij "het woord" geraakt, onder andere de laatste 20 jaar als uitgever bij Samsom, Alphen aan den Rijn. Hij was gespecialiseerd in documentaire uitgaven. Hij begon al jong met het verzamelen van allerlei drukwerk, hetgeen uitgroeide tot het verzamelen van uitgeversboekbanden.
Struik is omstreeks 1955 begonnen met het verzamelen van industriële boekbanden. Het werden er vele duizenden. Hij besefte dat een band of omslag een wezenlijk onderdeel vormt van een boek. Bovendien vond hij het leuk om eens iets te verzamelen wat een ander niet deed.
Toen de boekencollectie nog bij hem thuis stond, deed Struik er alles aan om de boeken te beschermen: voor de met vilt – tegen het stof – afgezette boekenplanken waren gordijnen aangebracht om zijn met veel moeite gevonden exemplaren te beschermen tegen het zonlicht. 
Industrieel worden de uitgeversbanden (boekomslagen) genoemd sinds ze in de 19e eeuw een massaproduct werden. Daarvóór werd een boek ingenaaid verkocht: de koper kon er naar eigen inzicht een band om laten maken. De uitgever zelf besteedde nauwelijks aandacht aan de boekband. Wel werden sinds 1770 steeds meer werken voorzien van een kartonnen bandje, vaak beplakt met gekleurd en bedrukt papier. Ook brachten uitgevers de meeste kerkboeken, almanakken en kinder- en schoolboeken gebonden in de handel. 
Tussen 1830 en 1940 maakt de industriële boekband veel ontwikkelingen door. Eerst is er alleen papier, karton of perkament, daarna komt het linnen en weer later de stempelbanden. Tussen 1870 en 1890 worden veel banden uit Duitsland geïmporteerd. Vanaf circa 1890 gaan kunstenaars en (nog later) gespecialiseerde grafisch ontwerpers zich met bandontwerpen bezighouden. Zo rondom 1900 zijn dit vaak ontwerpen in de jugendstil. Meestal signeerde de boekbandontwerper zijn werk voluit, soms met een monogram. 
Toen in 1973 het proefschrift Het boek als Nieuwe Kunst van Ernst Braches verscheen, vormde dat voor Struik de inspiratie om zijn verzameling te gaan beschrijven. Al doende ontdekte hij wat belangrijke informatie was voor de geschiedenis van een boek, zoals de gegevens over het schutblad, het uitgeefvignet en de ontwerper ervan, de monogrammen van de bandontwerpers, de stofomslag en het boekhandelsetiket. Het beschrijven van zijn collectie bleek een tijdrovende klus. Vaak moest hij via omwegen aan zijn informatie komen. Met uitzondering van Brusse en Querido bleken de uitgevers nauwelijks over documentatie te beschikken. Bovendien ontbraken de productie-archieven. In een enkel geval vormden de correspondentie tussen auteur en uitgever een bron van informatie. In totaal vergaarde en beschreef Struik zo’n 11.000 boekbanden. (bovenstaande info is van de: Universiteitsbibliotheek in Amsterdam)
De Boekenwereld is een tijdschrift voor boekenliefhebbers, over boekgeschiedenis en typografie. Voor verzamelaars van boekbanden was het februari-nummer 1996 een speciaal exemplaar, met daarin een gesprek met A.S.A. Struik en een voorlopig overzicht van signaturen (van ontwerpers) op de boekbanden, honderden in totaal, die in De Boekenwereld als een soort determinatietabellen staan afgedrukt. 
Voor zijn overlijden in 2006 vermaakte hij 8000 delen van de verzameling aan de Universiteitsbibliotheek van Amsterdam. De overige 3000 gingen naar het Museum van het Boek - Museum Meermanno-Westreenianum in Den Haag.

## zie ook
- Lijst van boekverzamelaars